# Barrow-in-Furness (stacja kolejowa)

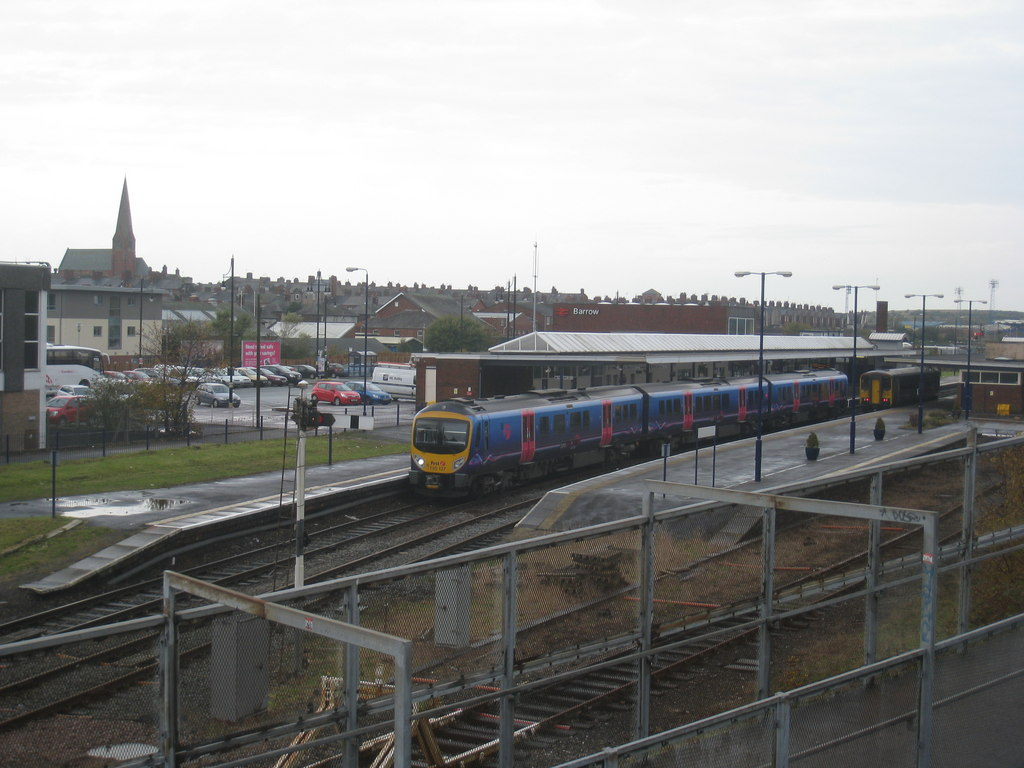
Stacja Barrow-in-Furness

Barrow-in-Furness railway station – stacja kolejowa miasta Barrow-in-Furness w Kumbrii, Anglia. Znajduje się na trasie Furness Line, prowadzącej do Lancasteru. Biegnie wzdłuż zachodniego wybrzeża Kumbrii do Workington i Carlisle. Jest obsługiwana przez TransPennine Express i Northern Rail.
Obecna stacja była wcześniej znana jako Barrow Central, jednocześnie był to końcowy przystanek długodystansowych pociągów British Rail i pociągów InterCity. Oryginalna stacja Barrow 1846 była drewnianym budynkiem przy Rabbit Hill, w pobliżu obecnego St George's Square. Ostatecznie dworzec przeniesiono do nowego, murowanego budynku. Oryginalna stacja, zaprojektowana przez architekta z Lancasteru – Edwarda Paleya, zasłynęła potem jako Cambridge Hall. 
1 czerwca 1882 główna stacja miasta Barrow-in-Furness została przeniesiona do swojej obecnej lokalizacji, poniżej Abbey Road, zbudowano też nową bocznicę. Stacja musiała być niemal całkowicie odbudowana po II wojnie światowej, gdyż została niemal doszczętnie zburzona przez bombardowania 7 maja 1941. W latach 1907–1941 słynna lokomotywa parowa Furness Railway "Coppernob" była eksponowana w specjalnej szklanej budowli na zewnątrz stacji. Następnie lokomotywę przekazano do National Railway Museum w Yorku, gdzie znajduje się po dziś dzień.